# ۶۸۱ (خورشیدی)
۶۸۱ ششصد و هشتاد و یکمین سال هجری خورشیدی است.